# Morti nel 987
| Questa pagina contiene informazioni ricavate automaticamente dalle voci biografiche con l'ausilio del template Bio e di un bot. L'aggiornamento è periodico e automatico e ricostruisce completamente la pagina. Se manca una persona in questa lista, sei pregato di non aggiungerla, ma accertati piuttosto che la sua voce biografica contenga il template Bio e che i dati anagrafici siano correttamente compilati. Se il template Bio manca, inseriscilo tu stesso o, in alternativa, metti l'avviso {{tmp\|Bio}} che ne segnala la mancanza. Se i dati riportati sono sbagliati, correggi direttamente la voce biografica; le modifiche saranno visibili in questa lista entro pochi giorni. Per chiarimenti vedi il progetto biografie. La lista contiene solo le 9 persone che sono citate nell'enciclopedia e per le quali è stato implementato correttamente il template Bio. Pagina aggiornata al 19 ott 2024. |

- 30 marzo - Arnolfo II di Fiandra, conte
- 21 maggio - Luigi V di Francia, re
- 21 luglio - Goffredo I d'Angiò, conte
- 8 settembre - Alberto I di Vermandois, nobile
- 1º novembre - Aroldo I di Danimarca, re norrena
- Adele di Borgogna, contessa
- Giuditta di Baviera e di Lotaringia, duchessa
- Owain ap Hywel, sovrano gallese
- Severus Ibn al-Muqaffa, vescovo cristiano orientale e storico egiziano